# Ôn Đình Quân
Ôn Đình Quân (chữ Hán: 溫庭筠, ? -870), vốn tên Kỳ (岐), biểu tự Phi Khanh (飛卿), thế xưng Ôn trợ giáo (温助教) hay Ôn Phương Thành (温方城), là một nhà thơ và nhà làm từ trứ danh của Trung Quốc thời Vãn Đường.
Ông thuộc Hoa Gian phái (花間派) của trường phái làm từ, tinh thông âm luật, từ ngữ bỉ phóng diễm lệ. Đương thời ông cùng Lý Thương Ẩn, Đoạn Thành Thức nổi tiếng về học thức bút pháp, tục xưng Tam thập lục thể (三十六体).

## Tiểu sử
Ôn Đình Quân không rõ năm sinh, là người đất Kỳ, phủ Thái Nguyên (nay là huyện Kỳ, tỉnh Sơn Tây), là cháu nội của Ôn Ngạn Bác (溫彥博), tể tướng triều Đường Cao Tông.
Ông thông minh, giỏi văn thơ, âm nhạc. Tương truyền, mỗi lần làm văn, Ông Đình Quân xoa tréo tay 8 lần thì được 8 vận, nên người đời gọi ông là Ôn Bát Xoa (温八叉). Về âm nhạc, ông đánh trống, đánh đàn tỳ bà, thổi kèn, thổi địch,...đều giỏi. Thế nhưng dung mạo xấu xí, còn gọi Ôn Chung Quỳ (溫鐘馗). Thế nhưng ông lại có tính phóng đãng, hay thường cùng bọn con em vô lại các nhà quý tộc ra vào nơi ca lâu, rượu chè, bài bạc, say đắm nữ sắc, vì thế bị các sĩ đại phu đương thời khinh rẻ, suốt đời không đỗ được tiến sĩ. Đề cập đến điều này, Dịch Quân Tả viết: "Vào trường thi, ông cậy mình mẫn tiệp, thường gà dùm bài dùm người khác. Các quan giám khảo biết được, tỏ vẻ không bằng lòng. Có lẽ đây là một trong số nguyên nhân khiến ông thi hỏng chăng?" (tr. 506).
Có một thời, ông hay lui tới nhà quan tướng quốc Lệnh Hồ Đào (con Lệnh Hồ Sở), nhưng sau vì việc riêng, Hồ Đào đâm ra ghét ông. Đó là vì, Lệnh Hồ Đào biết Đường Huyền Tông ưa thích lối từ "Bồ tát man", nên thường nhờ ông làm giúp để dâng lên Hoàng đế, và cấm không cho ông tiết lộ việc này. Nhưng vì tính bộc trực, ông không giữ miệng được. Vì thế, ông bị Lệnh Hồ Đào ghét bỏ. Đến khi người ông quen là Từ Thương đi trấn giữ Tương Dương, ông được theo làm tuần quan, nhưng rồi vì bất đắc chí, ông xin thôi chức để sống đời phiêu lãng. Mãi đến khi tuổi đã cao, đời Đường Tuyên Tông, ông mới nhận làm chức úy ở Phương Thành, rồi đổi sang huyện Tùy.
Năm Hàm Thông thứ 7 (866), ông được cử làm Chủ thí, cuối cùng Quốc tử trợ giáo. Sau, ông lại bỏ chức, từ giã kinh thành Trường An, đi lưu lạc giang hồ cho đến khi mất.

## Tác phẩm
Ôn Đình Quân để lại:
- Hán Nam chân cảo;
- Ốc Lan tập, đã thất truyền;
- Kim Thuyên tập;
- Thi tập;

Ngoài ra, ông còn viết Học hải, Thái trà lục, và Càn toản tử. Sau đây là một bài thơ "Tặng tri âm" (贈知音) và một bài từ "Canh lậu tử" (更漏子) của Ôn Đình Quân:
| Tặng tri âm ... 翠羽花冠碧樹雞， 未明先向短牆啼。 窗間謝女青蛾斂， 門外蕭郎白馬嘶。 殘曙微星當戶沒， 淡煙斜月照樓低。 上陽宮裏鐘初動， 不語垂鞭過柳堤。 | Phiên âm ... Thúy vũ hoa quan bích thụ kê, Vị minh tiên hướng đoản tường đề. Song gian Tạ nữ thanh nga liễm, Môn ngoại Tiêu lang bạch mã tê. Tàn thự vi tinh đương hộ một, Đạm yên tà nguyệt chiếu lâu đê. Thượng Dương cung lý chung sơ động, Bất ngữ thuỳ tiên quá liễu đê. | Trần Trọng Kim dịch thơ ... Mào hoa, lông biếc, gà kia, Cạnh tường lên tiếng trước khi sáng ngày. Cửa song ả Tạ chau mày, Chàng Tiêu ngựa trắng cửa ngoài hí rân. Rạng đông sao nhỏ lặn dần, Khói êm trăng xế, bóng ngân dưới lầu. Thượng dương chuông nổi hồi đầu, Dọc đê dưới liễu rầu rầu buông roi. |

| Canh lậu tử ... 星斗稀， 鐘鼓歇， 簾外曉鶯殘月。 蘭露重， 柳風斜， 滿庭堆落花。 虛閣上， 倚欗望， 還似去年惆悵。 春欲暮， 思無窮， 舊歡如夢中。 | Phiên âm ... Tinh đẩu hy, Chung cổ yết, Liêm ngoại hiểu oanh tàn nguyệt. Lan lộ trọng, Liễu phong tà, Mãn đình đôi lạc hoa. Hư các thượng, Ỷ lan vọng, Hoàn tự khứ niên trù trướng. Xuân dục mộ, Tứ vô cùng, Cựu hoan như mộng trung. | Dịch nghĩa ... Tinh đẩu thưa Chuông trống bặt Ngoài chái trăng tà oanh hót Lan sương trĩu Liễu gió bay Hoạ rụng trước sân đầy Trên gác tía Lan can tựa Vẫn giống năm qua mắc mớ Xuân chừng muộn Tứ bơ vơ Việc dài tựa giấc mơ. |

## Nhận định
Trước đây, người ta thường coi Lý Thương Ẩn và Ôn Đình Quân là hai nhà thơ cùng một phái, và gọi là "Ôn Lý". Song, theo các nhà nghiên cứu văn học gần đây, thì gọi như thế có phần không chính xác, vì phong cách nghệ thuật của hai ông rất khác nhau. Về thành tựu thơ ca, Ôn Đình Quân còn kém xa Lý Thương Ẩn, vì thơ ông có phần "phù phiếm, nông cạn, thiếu những tình cảm chân thành"; nhưng nói về từ thì ông có nhiều bài rất đặc sắc.
Từ của Ôn Đình Quân hiện còn hơn 70 bài trong Kim thuyên tập, nội dung hầu như đều viết về phụ nữ, về những mối sầu tương tư; và lấy màu sắc nồng đượm, lời lẽ hoa mỹ, tạo thành phong cách "thơm tho mềm mại, tràn ngập hương vị son phấn" của riêng ông. Phong cách này có ảnh hưởng đến các nhà làm từ đời sau, hình thành "Phái trong hoa" (Hoa gian phái) mà ông được tôn vinh là người đứng đầu .
Cho nên khi nói về từ đời Đường, học giả Nguyễn Hiến Lê cũng đã có lời khen ngợi từ của ông như sau:
Từ Ôn Đình Quân rất diễm lệ, lại sáng tác được nhiều điệu mới, ảnh hưởng đến đời sau rất nhiều. Ông đứng đầu trong nhóm từ gia có tác phẩm chép trong bộ "Hoa gian tập". Ông chiếm một địa vị đặc biệt ở giữa cái thời thơ suy mà từ thịnh .